# 居消質奉公
居消質奉公（いげししちぼうこう）とは、江戸時代に行われた奉公の形態の1つ。質物奉公から年季奉公へと移行する過渡的形態とされている。

## 概要
江戸時代初期には質物奉公が広く行われていた。これは債務の質物として人間を提供し、債務が支払われるまでその人間を奉公労働させるものである。ただし、労働の対価は債務に対する利息とみなされるため、債務者が返済を行わない限り質物とされた人間は無期限に奉公労働を強いられた。
ところが、天明の大飢饉以後には人口の伸びが停滞し、労働賃金が上昇するにつれて債務の一部もしくは全部を賃金の中から相殺することを認めることで債権者は奉公人を確保するようになる。これを居消（いげし）・居崩（いくずれ）・済崩（なしくずし）・居腐（いぐされ）などと称した。債務の全額を相殺できるのか、一部分のみなのかは、1年あたり相殺可能な金額は、個々の契約によって異なるが、奉公労働の結果、債務の一定部分が消える（崩れる・腐ってなくなる）と考えられたところから来た名称とみられる。
やがて、上方や大都市を中心に最初から将来の賃金の一部を前借金として支給し、労働奉公させることで債務となった前借金と相殺していく年季奉公の仕組が形成されるが、これは元々は居消質奉公からの派生と言われている。一方、関東地方や東北地方の一部では年季奉公が広く行われるようになっても居消質奉公の形態が存続していた。